# Прислуга (роман)
«Прислуга» (англ. The Help) — роман 2009 года американской писательницы Кэтрин Стокетт. Он повествует об афроамериканцах, работающих на белых людей в городе Джэксон, штат Миссисипи, в начале 1960-х годов.

## История публикации
Стокетт начала писать роман после событий 11 сентября 2001 года. Она писала его в течение 5 лет, в течение трёх лет после написания его отклонили 60 литературных агентов, пока агент Сьюзен Рамер не согласилась представлять Стокетт. На 2010 год книга была издана в 35 странах и на трёх языках.
На август 2011 года было продано 7 миллионов копий книги, которая провела более 100 недель в списке бестселлеров по версии The New York Times. Книга получила восторженные отзывы критиков, а также вошла в список бестселлеров по версии Publishers Weekly за 2009 и 2010 год.

## Сюжет
Действие романа происходит в начале 1960-х годов в Джэксоне, штат Миссисипи, и в первую очередь ведётся от первого лица трёх женщин: Эйбилин Кларк (англ. Aibileen Clark), Минни Джексон (англ. Minny Jackson) и Юджинии «Скитер» Филан (англ. Eugenia «Skeeter» Phelan).
Эйбилин работает горничной у семьи Лифолт, она присматривает за их малышкой Мэй Мобли и убирает в доме. Её 24-летний сын Трилор умер из-за несчастного случая на работе. Минни — подруга Эйбилин, которая часто говорит своим работодателям всё, что о них думает, из-за чего её увольняли уже 19 раз. Последний раз она работала на миссис Уотерс, мать Хилли Холбрук.
Скитер — из белой семьи, которой принадлежит хлопковая ферма около Джэксона, где работает много афроамериканцев. Скитер недавно вернулась домой после окончания Миссисипского университета и хочет стать писательницей. Но её мать считает, что ей лучше выйти замуж, а её диплом не имеет значения. Скитер хочет узнать куда пропала горничная Константин, которая её вырастила и заботилась о ней. Пока Скитер училась в университете, Константин писала ей, что ждёт с нетерпением, когда она вернётся домой. Мать Скитер говорит ей, что Константин уволилась и уехала жить к своей родне в Чикаго, но дочь не верит, что её няня могла так просто её покинуть и считает, что тут что-то нечисто, и надеется скоро всё выяснить. Все, кого Скитер спрашивает о неожиданном исчезновении Константин притворяются, что ничего подобного не было, и отказываются дать какие-либо конкретные ответы.
Жизнь, которую вела Константин в семье Филан, наталкивает Скитер на мысль о том, что с чёрными горничными обращаются совершенно иначе, чем с белыми работниками. Она решает (при помощи издателя), что хочет открыть правду о том, что значит быть цветной горничной в Миссисипи. Скитер пытается пообщаться с горничными и завоевать их доверие. Написание книги о афроамериканцах, которые рассказывают правду о своей жизни, на Юге США в начале 1960-х чревато опасностями.
Наконец, Эйбилин начинает доверять Скитер после того, как помогает ей писать колонку в местной газете с советами о том, как вести хозяйство. Скитер взяла эту работу по предложению редактора Элейн Стайн только для того, чтобы начать карьеру писательницы и редактора, хотя она ничего не знает об уборке и ведении хозяйства, так как это сфера «прислуги». Ироничность ситуации не ускользает от Скитер, которая в итоге предлагает заплатить Эйбилин за её советы и потраченное время.
Элейн Стайн также предлагает Скитер найти такую тему для писательской деятельности, которая будет её волновать. Скитер понимает, что хочет раскрыть миру те прискорбные условия, в которых вынуждены работать горничные на Юге, чтобы просто выжить. К несчастью, такое занятие является очень опасным не только для Скитер, но и для всех женщин, которые решают ей помочь. Эйбилин наконец решается рассказать свою историю. Минни, несмотря на недоверие к белым, также соглашается, но им не удаётся убедить остальных поделиться своими историями. Скитер исследует некоторые законы, в которых говорится о том, что можно, а что нельзя делать цветным людям в Миссисипи, что приводит к тому, что её знакомые начинают её сторониться из-за её растущего противодействия расовому порядку.
Юл Мэй, которая работает горничной у Хилли, арестована за то, что украла одно из колец Хилли, чтобы заплатить за колледж для своих двух близнецов, после того, как Хилли отказалась одолжить ей денег. Остальные горничные решили, что они готовы рискнуть работой и безопасностью, и соглашаются принять участие в написании книги Скитер.
Таким образом, Скитер вместе с афроамериканскими горничными пишет книгу об их настоящем опыте работы прислугой у белых женщин Джэксона. Не все истории негативные, некоторые описывают хорошие и добрые события, но некоторые — очень жестокие и даже зверские. В итоге книга под названием «Прислуга» публикуется, а последние главы книги описывают последствия выхода книги в Джэксоне.

## Экранизация
10 августа 2011 года вышла одноимённая экранизация романа. Режиссёром и сценаристом фильма стал друг детства Стокетт — Тейт Тейлор.
Стокетт сказала, что на создание образа Минни её вдохновила актриса Октавия Спенсер, которая в итоге сыграла этого персонажа в экранизации. Некоторые сцены фильма были сняты в Джэксоне, Миссисипи, но в первую очередь он снимался в городе Гринвуд, отображая Джэксон 1963 года.
Октавия Спенсер получила премию «Оскар» за лучшую женскую роль второго плана в экранизации. Кроме того, фильм получил номинацию за лучший фильм, а Виола Дэвис и Джессика Честейн — номинации на премию за лучшую женскую роль и за лучшую женскую роль второго плана соответственно.

## Судебный иск
Домработница Эблин Купер (англ. Ablene Cooper), которая когда-то работала на брата Стокетт, осудила писательницу за то, что та украла историю жизни Купер без её разрешения и создала персонажа Эйбилин на её основе. Купер подала в суд на Стокетт, чтобы получить 75000 долларов в качестве компенсации. Она также критиковала Стокетт за то, что та сравнила цвет кожи своего персонажа с цветом таракана, что можно интерпретировать как расизм. Округ Хайндс отклонил дело из-за срока давности. Стокетт отрицала, что её персонаж был основан на образе Купер, утверждая, что едва её знала.

## Награды
- 2009 — Лучшая книга газеты «Christian Science Monitor»
- 2009 — Эксклюзивная книжная премия «Boeke»[англ.]
- 2010 — «Оранж» (длинный список)
- 2010 — Премия Таунсенда за художественную литературу[англ.]
- 2010 — Южная литературная премия[англ.] за художественную литературу
- 2010 — Indies Choice Book Awards[англ.] за дебютную книгу для взрослых
- 2011 — Дублинская литературная премия (длинный список)